# Municipio de Zozocolco de Hidalgo
El municipio de Zozocolco de Hidalgo es uno de los 212 municipios en que se encuentra dividido el estado mexicano de Veracruz. Ubicado al norte del mismo, su cabecera es el pueblo de Zozocolco de Hidalgo.

## Geografía
El municipio se encuentra localizado en el norte del estado de Veracruz y en sus límites con el de Puebla, en la región Totonacapan. Tiene una extensión territorial de 69.142 kilómetros cuadrados que equivalen al 0.10 % de la extensión total del estado. Sus coordenadas geográficas extremas son 20°5′ - 20°10′ de latitud norte y 97°30′ - 97°36′ de longitud oeste, y su altitud va de un mínimo de 100 a un máximo de 600 metros sobre el nivel del mar.
El municipio de Zozocolco de Hidalgo limita al norte con el municipio de Coxquihui y al noreste con el municipio de Espinal; al oeste, sur y sureste limita con el estado de Puebla, específicamente con el municipio de Huehuetla, el municipio de Caxhuacan y el municipio de Tuzamapan de Galeana.

## Demografía
De acuerdo a los resultados del Censo de Población y Vivienda de 2020 realizado por el Instituto Nacional de Estadística y Geografía, la población total del municipio de Zozocolco de Hidalgo asciende a 14 524 personas, de las que 7 504 son mujeres y 7 020 son hombres.
La densidad poblacional es de 194.3 habitantes por kilómetro cuadrado.

### Localidades
El municipio incluye en su territorio un total de treinta localidades. Las principales, considerando su población del censo de 2020 son:
| Localidad             | Población |
| Total Municipio       | 15 524    |
| Zozocolco de Hidalgo  | 3 794     |
| Zozocolco de Guerrero | 2 006     |
| Zapotal               | 813       |
| Tahuaxni Norte        | 800       |
| Acatzácatl            | 672       |
| Caxuxuman             | 641       |

## Política

### Representación legislativa
Para la elección de diputados locales al Congreso de Veracruz y de diputados federales a la Cámara de Diputados federal, el municipio de Zozocolco de Hidalgo se encuentra integrado en los siguientes distritos electorales:
Local:
- Distrito electoral local de 6 de Veracruz con cabecera en Papantla de Olarte.[4]

Federal:
- Distrito electoral federal 6 de Veracruz con cabecera en Papantla de Olarte.[5]